# Har Zichrona
Har Zichrona (hebrejsky: הר זכרונה) je vrch o nadmořské výšce 163 metrů v severním Izraeli.
Leží na pomezí pahorkatiny Ramat Menaše a jihozápadního okraje pohoří Karmel, cca 27 kilometrů jižně od centra Haify, na východním okraji města Zichron Ja'akov. Má podobu zalesněného pahorku, ze kterého k severu stéká vádí Nachal Zichrona, které pak ústí do hluboce zaříznutého údolí vádí Nachal Dalija. Na jihu a jihovýchodě terén plynule navazuje na pahorkatinu Ramat Menaše, na západních svazích se rozkládá zástavba Zichron Ja'akov (čtvrti Chalomot Zikaron, Mul ha-Jekev a Ramat Cvi), které spojuje lokální silnice 652. Dál k západu již začíná rovinatá Izraelská pobřežní planina.